# Mutah University

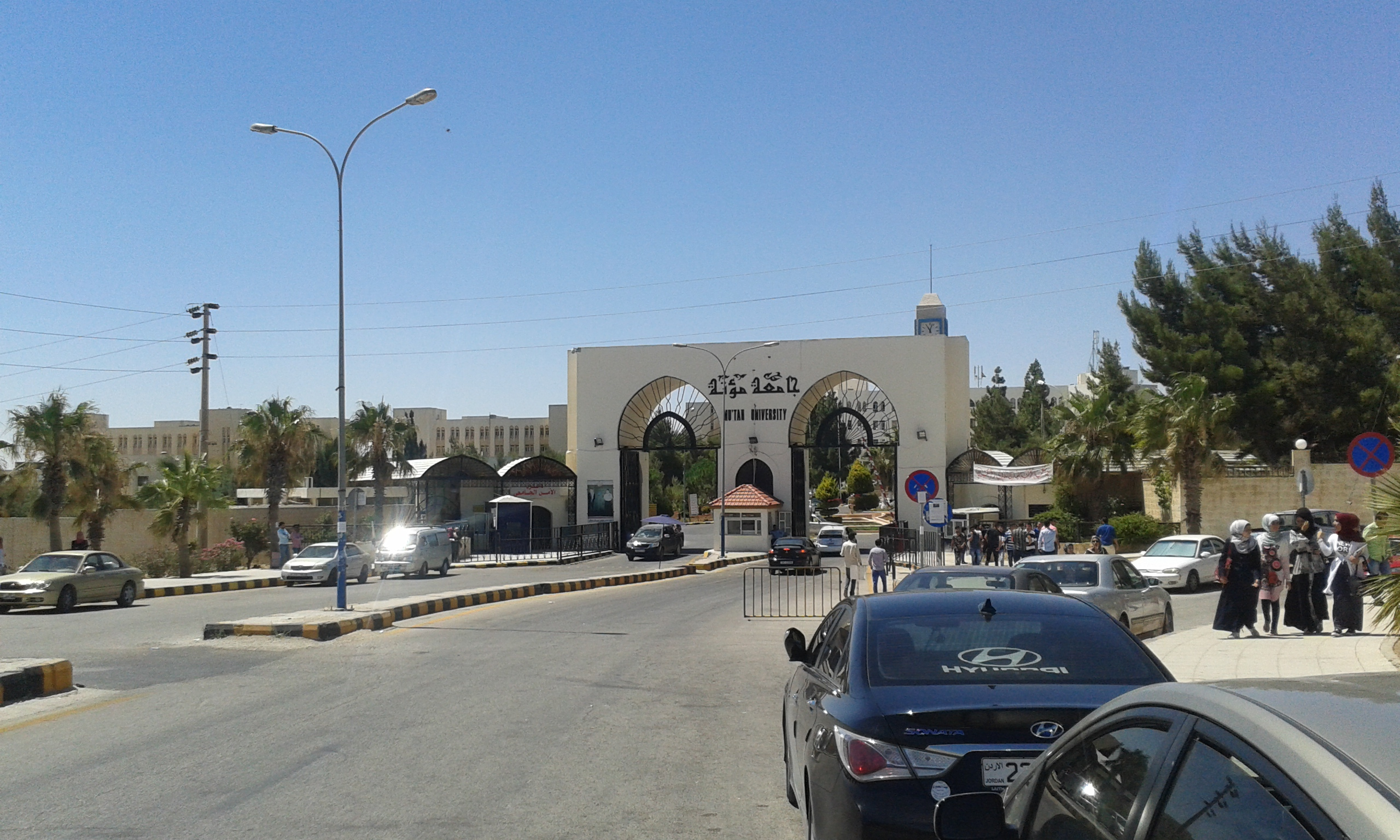
Portal

Mu’tah University (arabisch جامعة مؤتة, DMG Ǧāmiʿat Muʾta) ist eine zivile und militärische staatliche Universität in Mu'tah (Jordanien). Die Gründung erfolgte am 22. März 1981 per königlichem Dekret.

## Fakultäten
Es gibt 14 Fakultäten:
- Faculty of Agriculture
- Faculty of Arts
- Faculty of Business Administration
- Faculty of Educational Sciences
- Faculty of Engineering
- Faculty of Humanities & Social Sciences
- Faculty of Law
- Faculty of Medicine (seit 2001; 2009/2010: 185 Einschreibungen; Abschluss: Bachelor's degree in Medicine and Surgery [M.B.B.S]).
- Faculty of Nursing
- Faculty of Science
- Faculty of Shari'a (Islamic Studies)
- Faculty of Sport Sciences
- Faculty of Pharmaceutical Sciences
- Faculty of Graduate Studies